# بيرنامبوكو (لاعب كرة قدم)
بيرنامبوكو (بالبرتغالية: Pernambuco) هو لاعب كرة قدم برازيلي في مركز الهجوم، ولد في 28 أبريل 1998 في نادي الظفرة الإماراتي. لعب مع جمعية بورتوغيزا الرياضية.

## وصلات خارجية
- بيرنامبوكو على موقع اتحاد أوكرانيا (الإنجليزية)
- بيرنامبوكو على موقع قاعدة بيانات كرة القدم.إي يو (الإنجليزية)
- بيرنامبوكو على موقع Soccerway.com (الإنجليزية)